# Hans van Wolde
Hans van Wolde (Rotterdam, 23 november 1967) is een Nederlandse chef-kok. Hij verwierf (inter)nationale bekendheid toen hij al in het eerste jaar (1998) van zijn eigen restaurant Beluga een Michelinster kreeg toegewezen. Van Wolde opende dit restaurant enkele maanden eerder samen met zijn toenmalige vrouw Daniëlle. In 2005 volgde een tweede Michelinster.
Eind 2018 besloot Van Wolde nog één keer een nieuw avontuur aan te gaan. Hij verkocht in december 2018 zijn restaurant Beluga aan zijn voormalige sous-chef Servais Tieleman en verhuisde naar Reijmerstok, waar hij een oude boerderij zou verbouwen die twee jaar later, in maart 2020, werd geopend als zijn nieuwe restaurant Brut172. Door de coronapandemie kende Van Wolde een lastig eerste jaar met Brut172, maar hij kreeg wel twee Michelinsterren toegekend door de bekende restaurantgids.
| Carrière | Carrière                              | Carrière                   | Carrière                                            |
| Jaar     | Restaurant                            | Locatie                    | Opmerkingen                                         |
| -------- | ------------------------------------- | -------------------------- | --------------------------------------------------- |
| 1989     | Taverne d'Ouwe Haven                  | Vlaardingen                |                                                     |
| 1990     | World Trade Center                    | Rotterdam                  |                                                     |
| 1991     | Officierskeuken Koninklijke Landmacht |                            |                                                     |
| 1992     | Elysée Parkhotel                      | Nieuwerkerk aan den IJssel |                                                     |
| 1993     | Corona                                | Den Haag                   |                                                     |
| 1994     | Toine Hermsen                         | Maastricht                 |                                                     |
| 1997     | Beluga                                | Maastricht                 | Eerste Michelinster: 1998 Tweede Michelinster: 2005 |
| 2020     | Brut172                               | Reijmerstok                | Twee Michelinsterren: 2021                          |

Van Wolde was in 2010 op Net5 te zien als juryvoorzitter in de kookwedstrijd MasterChef, waarin amateurkoks het tegen elkaar opnemen. Hij vormde hierin een jury met Alain Caron en Peter Lute. In 2021 werd er een documentaireserie uitgezonden op RTL 4, waarin Van Wolde wordt gevolgd gedurende de twee jaar dat Brut172 werd gerealiseerd. Later dat jaar was hij ook te zien in het programma Snackmasters van RTL 4, samen met onder anderen Joris Bijdendijk, Ron Blaauw en Jacob Jan Boerma.
Ook is van Wolde in een aflevering van BinnensteBuiten te zien geweest. In het programma heeft hij een stoofpeertjesvlaai gebakken.